# Kangta
カンタ（Kangta、강타、1979年10月10日 - ）は韓国のシンガーソングライター、音楽プロデューサー、俳優。本名は安七炫（アン・チリョン、안칠현）。H.O.T.の解散後はソロ活動を行っている。

## 来歴
- 1996年、アイドルグループH.O.T.のメンバーとしてデビュー。
- 2001年、H.O.T.解散。ソロデビューアルバム『Polaris』が大ヒットした。
- 2003年、初めてのソロ・コンサートを行った。シン・ヘソン（シンファ）、イ・ジフンとSを結成、アルバム『Fr.in.Cl』をリリース。
- 2005年、中国に進出。中国ドラマ『魔術奇緣』で台湾の女優林心如、台湾の俳優蘇有朋と共演した。
- 2006年、台湾のアイドルグループF4のメンバーVannessとKangta & Vannessを結成、ミニアルバム『Scandal』をリリース。
- 2010年、中国語曲のデジタル・シングル『愛、頻率』をリリース。
- 2013年、韓国ドラマ『その冬、風が吹く』のOSTを製作。
- 2014年、Sのミニアルバム『Autumn Breeze』をリリース。
- 2023年9月12日、ファンコミュニティプラットフォーム「Weverse」に参加[1]。

## 人物
- ソウル纛島生まれ。本籍地は慶尚北道醴泉郡である[2]。
- 俳優のイキョン（朝鮮語版）は6親等の親戚である[3]。
- シン・ヘソン（シンファ）、イ・ジフンとプライベートでも仲が良い。
- シン・スンフンのファンである。
- BoAに楽曲提供していた。

## ソロ・アルバム

### フルアルバム
1. 『Polaris』（2001年）
2. 『Pine Tree』（2002年）
3. 『Persona』（2005年）
4. 『Eyes On You』（2022年）

### ミニアルバム
1. 『Eternity』（2008年）
2. 『'Home' Capter 1』（2015年）

## デジタル・シングル
1. 『愛、頻率』（2010年）

## ユニット・アルバム
- S
  - 『Fr.in.Cl』（2003年）
  - 『Autumn Breeze』（2014年）
- Kangta & Vanness
  - 『Scandal』（2006年）

## ドラマ
- 学校（KBS、1998年）
- 順風産婦人科（SBS、1998年）
- 魔術奇緣（英語版）（中国 CCTV、2005年）
- ラブホリック（KBS、2005年）
- 男才女貌 2（2007年、中韓合作）
- 丁家有女喜洋洋（2007年、中韓合作）
- 辣椒與泡菜（中国 2011年）
- 帝錦（中国語版）（中国 BTV、2011年）
- Happy Ending (韓国ドラマ)（朝鮮語版）（JTBC、2012年）

## 映画
- Emergency Act 19（英語版） (2002年)
- リザレクション（2002年）
- I AM.（英語版）（2012年）
- 秘密花園 (中国、2012年)
- 済公 (2016年)

## 受賞歴
- MTV Asia Awards
  - Favorite Artist Korea（2002年）
- Mnet Asian Music Awards
  - 最優秀男性歌手賞（2001年）
  - 海外視聴者賞（2005年）
- KMTV Korea Music Awards
  - 本賞（2002年、2003年〈S 名義〉）
  - 最高人気歌手賞（2001年）
  - 視聴者人気賞（2002年）
- KBS 歌謡大賞
  - 本賞（2001年、2002年、2003年〈S 名義〉）
- SBS 歌謡大典
  - 本賞（2001年、2002年、2003年〈S 名義〉）
  - 最高人気賞（2001年）
- ソウル歌謡大賞
  - 本賞（2001年）
  - 韓流特別賞（2006年）
- 日刊スポーツゴールデンディスク大賞
  - 本賞（2001年、2002年）
  - パブ人気賞（2003年〈S 名義〉）
- ソウル外信記者クラブ 外信広報賞音楽部門（2003年）
- 韓流観光の年 コリアンウェーブ2004 韓流熱風の主役、感謝碑
- 大韓民国芸能芸術賞
  - 韓流熱風功労賞（2004年）
  - 芸能芸術発展功労賞（2007年）
- 陸軍参謀総長賞（2009年）
- 中国ゴールデンディスク 海外アルバム特別賞（2003年）
- 中国錦湖賞 最高の海外人気歌手賞（2004年）
- チャイナファッションアワード ベストドレッサー賞（2005年）
- 安徽衛星TVアジアアイドル 海外万能エンターテイナー賞（2013年）

他多数